# Mon Ara (Mutiara Timur)
Mon Ara is een bestuurslaag in het regentschap Pidie van de provincie Atjeh, Indonesië. Mon Ara telt 417 inwoners (volkstelling 2010).